# 郑州市第二人民医院
郑州市第二人民医院是河南省郑州市的一家综合性公立三级医院，主院区位于郑州市二七区航海中路90号，另设有位于郑州高新技术产业开发区的高新区分院。

## 历史
郑州市第二人民医院的前身为“河南省立郑州医院”的门诊部，其历史可追溯至1942年于河南省鲁山县成立的“河南省立临时医院”，1943年初定名为“河南省立第二医院”。1945年8月日本投降后，医院随省政府回到开封。同年年底，河南省政府决定将医院迁至郑州，并改名为“河南省立郑州医院”。1946年，医院在郑州苑陵街设立门诊部，并在东大街塔湾一带设立住院部。1948年11月1日，医院门诊部更名为“郑州国际和平医院三分院”，1953年改为现名。

## 概况
郑州市第二人民医院实际开放床位1200张，开设有60多个临床医技科室。医院以眼科为特色，为河南省医学重点学科。高压氧医学科、斜视与小儿眼科是郑州市医学重点学科，心血管内科、神经外科是郑州市医学重点培育学科，中医科是全国综合医院中医药工作示范单位。医院同时为郑州市眼科医院与郑州市慈善医院。另外，郑州市眼科研究所、郑州市儿童眼病医院、全国弱视斜视防治中心郑州市分中心、郑州市急救中心、河南省高压氧培训基地、中华健康快车白内障治疗中心、糖尿病视网膜病变筛查糖网中心等机构均设在该院。

## 接驳交通
| 航海路孙八寨 | 航海路孙八寨          | 航海路孙八寨          | 航海路孙八寨          | 航海路孙八寨          |
| 编号         | 路线                  | 路线                  | 路线                  | 备注                  |
| ------------ | --------------------- | --------------------- | --------------------- | --------------------- |
| 4            | 侯寨                  | ⇆                     | 火车站北港湾          |                       |
| 180          | 已于2023年8月31日停办 | 已于2023年8月31日停办 | 已于2023年8月31日停办 | 已于2023年8月31日停办 |
| B10          | 已于2023年9月15日停办 | 已于2023年9月15日停办 | 已于2023年9月15日停办 | 已于2023年9月15日停办 |
| B101         | 电厂路公交站          | ⇆                     | 石化路公交站          |                       |
| S165         | 兴华街公交站          | ⇆                     | 火车站西广场          |                       |
| Y28          | 航海路秦岭路          | ⇆                     | 郑汴路中州大道        | 夜间服务              |

| 航海路大学路 | 航海路大学路          | 航海路大学路          | 航海路大学路          | 航海路大学路          |
| 编号         | 路线                  | 路线                  | 路线                  | 备注                  |
| ------------ | --------------------- | --------------------- | --------------------- | --------------------- |
| 3            | 已于2023年9月18日停办 | 已于2023年9月18日停办 | 已于2023年9月18日停办 | 已于2023年9月18日停办 |
| 176          | 已于2025年1月13日停办 | 已于2025年1月13日停办 | 已于2025年1月13日停办 | 已于2025年1月13日停办 |
| 180          | 已于2023年8月31日停办 | 已于2023年8月31日停办 | 已于2023年8月31日停办 | 已于2023年8月31日停办 |
| 298          | 佛岗村公交站          | ⇆                     | 绿城广场              |                       |
| 563          | 已于2023年停办        | 已于2023年停办        | 已于2023年停办        | 已于2023年停办        |
| B10          | 已于2023年9月15日停办 | 已于2023年9月15日停办 | 已于2023年9月15日停办 | 已于2023年9月15日停办 |
| B101         | 电厂路公交站          | ⇆                     | 石化路公交站          |                       |
| Y28          | 航海路秦岭路          | ⇆                     | 郑汴路中州大道        | 夜间服务              |

| 人和路航海路 | 人和路航海路 | 人和路航海路 | 人和路航海路 | 人和路航海路 |
| 编号         | 路线         | 路线         | 路线         | 备注         |
| ------------ | ------------ | ------------ | ------------ | ------------ |
| 298          | 佛岗村公交站 | ⇆            | 绿城广场     |              |